# Henri David de Thiais
Pour les articles homonymes, voir Henri David et David.
Henri David de Thiais, né Henry Stanislas David le 23 avril 1802 (3 floréal de l'an X) à Paris et mort le 9 juillet 1872 à Aslonnes, est un avocat et homme de lettres français.

## Biographie
Fils de l'Intendant de Pauline Bonaparte, princesse Borghèse, il devint avocat à la Cour royale de Poitiers.
Membre de la Société des amis du peuple, il est arrêté le 1er juin 1832. 
David de Thiais est l'un des défenseurs des accusés d'avril. Appelé au procès des défenseurs, il comparut aux audiences du 29 au 31 mai 1835, où il maintint son refus de répondre à la question de savoir s’il avait publié ou signé la « protestation » et la « Lettre aux accusés d’avril ». Pour cette fermeté, il fut condamné le 4 juin 1835, par la Chambre des pairs, à un mois de prison, qu'il passa à la prison Sainte-Pélagie, et 200 francs d’amende.
Nommé bibliothécaire de la ville de Poitiers en 1845, il devient conservateur de la bibliothèque de Poitiers.
Il est secrétaire général de la Vienne, sous-commissaire du gouvernement provisoire en 1848 dans les Basses-Alpes, puis préfet des Basses-Alpes de 1848 à 1849.
Rédacteur en chef du Spectateur et de l'Écho du peuple, il était membre de la Société des amis des arts et de l'industrie de Poitiers, de la Société d'agriculture, belles-lettres, sciences et arts de Poitiers, de la Société des antiquaires de l'Ouest.

## Publications
- Procès et prison. Impressions de Sainte-Pélagie, par H. David de Thiais, l’un des défenseurs des accusés d’avril, condamné par la Chambre des Pairs, Paris, Pagnerre, 1835.
- La Famille considérée comme base des réformes possibles, Paris, E. Legrand, 1843.
- Jeanne d’Arc et Napoléon : poème dialogué, Paris, Maison, 1846.
- Le Paysan tel qu’il est, tel qu’il devrait être, Paris, Guillaumin et Cie, 1856.
- Le Concours régional de Poitiers à vol d’oiseau, fantaisie artistique, agricole, hippique, horticole et commerciale, Poitiers, 1860.
- Catéchisme républicain à l’usage des enfants…, Poitiers, impr. du journal L’Avenir, 1890.